# No$GBA
No$GBA（ノーキャッシュジービーエー）とは、ゲームボーイアドバンス、ニンテンドーDS、ニンテンドーDSiのゲームエミュレータである。対応プラットフォームはWindows、MS-DOS。
なお、このソフトウェアは任天堂によって公認されたものではない。

## 概要
Martin Korthという人物が開発している、フリーウェアのゲームエミュレータ「No$」シリーズのうちの1つである。かつてはファミリーコンピュータ用、スーパーファミコン用、ゲームボーイ用、MSX用など、10種類以上のエミュレータを開発しており、今でも公開こそされているものの、2023年4月現在、開発が続いているのはPlayStationエミュレータであるNo$PSXと、本ソフトウェアのみである。

## 特徴
ゲームボーイアドバンスとニンテンドーDSソフトをどちらも動作させることができる、数少ないエミュレータの1つである。現在では、一部のDSiタイトルにも対応するようになったものの、起動しないゲームもあれば、グラフィックの不具合が発生する場合もある。また、画面拡大、回転ができなかったりなど、他のエミュレータが備えている機能を搭載していない場合もある。その他には、マルチプレイをサポートしているが、ネット対戦には対応していない。
互換性が低く、バグが起こりやすい一方で、システム開発用途に用いるには最適な機能を搭載したエミュレータである。Martin Korth自身も、デバッグツールとしてのエミュレータに焦点を当てて開発しており、ゲーミング用途だけではなく、デバッグ用のバージョンを専用に提供しているほか、開発によって得られた知見を自身のウェブサイト上でまとめている。実際、再現性は高く、動作も軽量である。
配布されているバージョンは、DOS版 (DOS gaming wersion)、Windows ゲーミング版 (Windows gaming version)、Windows デバッグ版(Windows debug version)に分かれている。
Windows デバッグ版の無料公開は、DMCA攻撃により、バージョン1.4cから廃止となった。バージョン1.5以降は制限が課され、登録された商用ユーザーのみが利用可能となった。その後は少しずつ制限が緩和され、バージョン1.9以降はDOS版・Windowsゲーミング版は無料で、デバッグ版は登録ユーザーのみが利用可能と変更され、バージョン2.7c以降は再び完全なフリーウェアとなった。

## 歴史[7]
2001年7月1日にプログラムを組み始め、同8月27日、非公開のベータ版が完成した。この当時はゲームボーイアドバンス用ソフトのみに対応していた。
2002年4月13日、初の公開リリースとなるバージョン1.0を公開。
2003年1月、初のDOS版を公開。
2005年5月、初めてニンテンドーDSソフトの動作に対応。
2015年2月、DSi対応に関係する機能の実践的サポートに初めて対応。